# ブロンプトン・カクテル

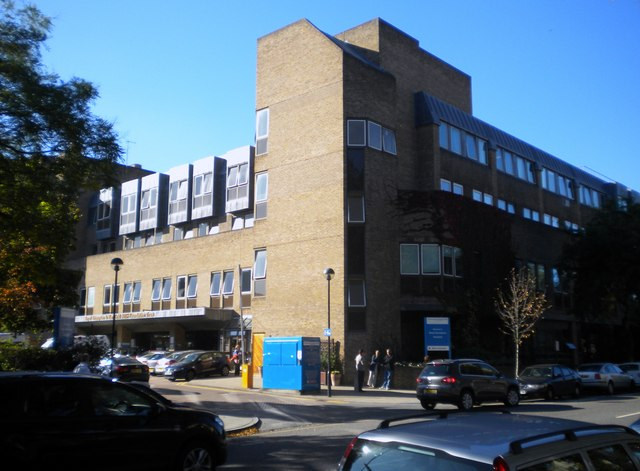
王立ブロンプトン病院

ブロンプトン・カクテル（Brompton Cocktail）またはブロンプトン・ミクスチャー（Brompton Mixture）は、末期がんの痛みを止めるためのモルヒネやアルコールを配合したカクテルのことである。イギリスの王立ブロンプトン病院で開発されたためこの名があり、処方にはいくつかの種類がある。1950年代に処方が公表され、1960年代から1970年代にかけて欧米で広く使われるようになり、日本でも1978年に導入された。しかしその後、モルヒネ単独の水溶液の方が効果があること、カクテルを作る際に不純物が増えることなどから次第に推奨されなくなった。また、このカクテルとは違った処方のモルヒネ水溶液を痛み止めに使う医療機関もある。

## 概要

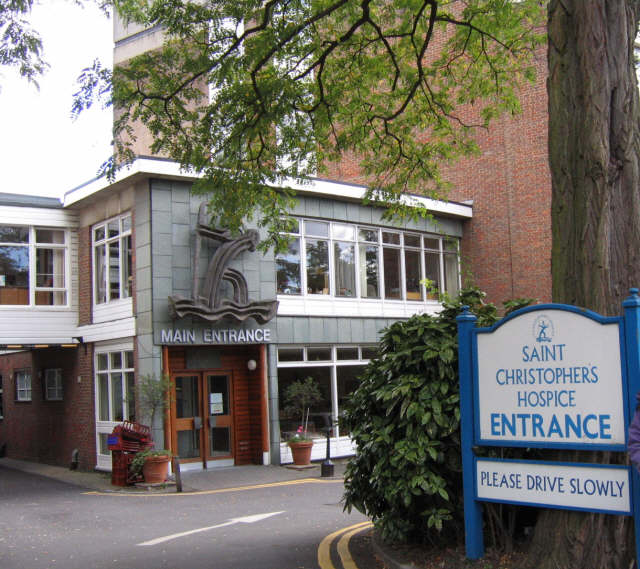
セント・クリストファー・ホスピス

ブロンプトン・カクテルの名前は、イギリスの王立ブロンプトン病院で長期にわたって開発されたことに由来している。 麻薬性複合鎮痛剤の一種で。 元々は1896年、ロンドン・キャンサー・ホスピタル（後の王立マーズデン病院）の外科医長ハーバート・スノウが、末期がん患者にモルヒネと少量のコカインの混合液を服用させたところ、効果が認められたという報告に始まる。 1930年代には王立ブロンプトン病院をはじめ、多くのイギリス国内の病院で、開胸手術後や結核の咳の痛みに、モルヒネと少量のコカイン、防腐目的のアルコールとクロロフォルム水、モルヒネの苦味を消す目的のシロップの混合液が処方され、1952年にはこの処方が公表された。処方の中にはヘロインを配合するものもあった。また、1967年にセント・クリストファーズ・ホスピスを設立したイギリス人医師シシリー・ソンダースもこのカクテルを、末期がんの痛みを抑えるために用いた。ソンダースの処方はネペンテスまたは塩酸モルヒネ液、塩酸コカイン、チンキまたはカンナビス、ジン、シロップ、クロロフォルム水である。処方は数種類発表されている。
1960年代後半から1970年代初頭にかけて、ブロンプトン・カクテルは欧米で使用が広まり、1973年にイギリス薬局方が、激痛緩和治療のための万能薬として承認し、公式処方集に収載された。『死ぬ瞬間』の著者でターミナルケアの提唱者であるエリザベス・キューブラー＝ロスもこのカクテルを推奨している。
アヴェンジド・セヴンフォールドの曲に、このカクテルのことを歌った"Brompton Cocktail"という曲がある。苦痛の中にある患者が死を覚悟し、せめて苦しみながらでなく穏やかに死にたい、そのためにブロンプトン・カクテルを飲みたいという内容である。

### 日本への導入とカクテル使用の減少
1976年、東京都清瀬市にある現在の国立病院機構東京病院の内科医、中島美知子が、日本でブロンプトン・カクテルを末期がんの痛みの緩和のために取り入れ、その処方を確立した。1978年の学会での発表後、この処方が「東京病院方式」として全国に広がった（日本にブロンプトン・カクテルを初めて導入し使用したのは京都桂病院の桑原正喜、池田貞雄らであり、学会でその臨床報告を既に発表していたので、東京病院は二番目である）。しかし現在日本では、ブロンプトン・カクテルは末期がんの痛み緩和には推奨されていない。モルヒネ単独の水溶液の方が鎮痛効果が高いこと、カクテルを増量させる時点で不要な成分も増えるため、眠気や他の副作用を増加させてしまうからというのが主な理由である。また1979年、ロナルド・メルザックらも、モルヒネ単独の経口投与の場合と、ブロンプトンカクテルを服用した場合との鎮痛効果に差がないことを発表し、このためブロンプトン・カクテルの使用が減少した。

## 塩酸モルヒネ溶液

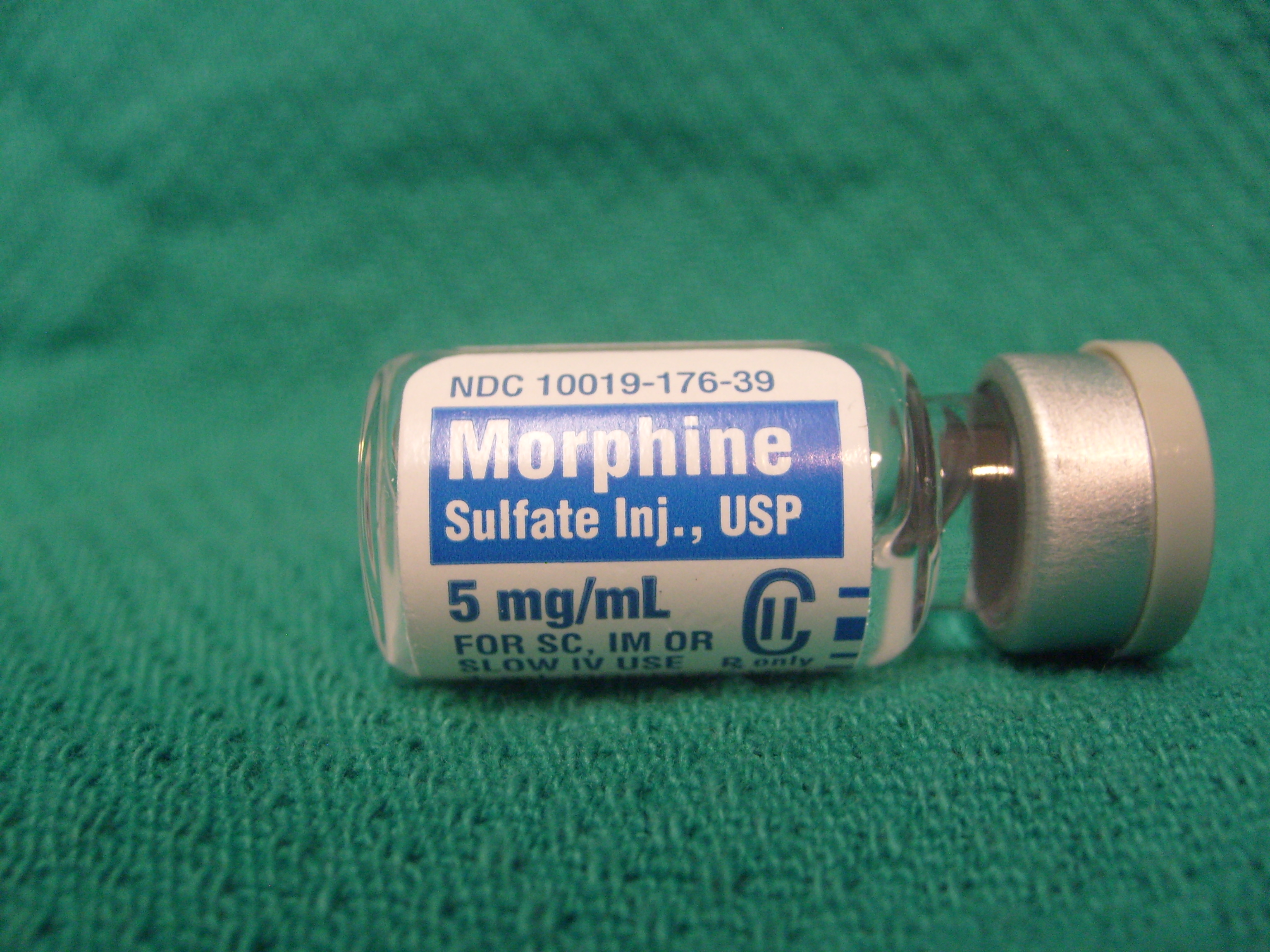
5ミリグラム入りの瓶に入ったモルヒネ

### 処方
ブロンプトン・カクテルに準じたものに塩酸モルヒネ水溶液がある。モルヒネ、コカイン、アルコール、シロップおよびクロロフォルムを加えるが、コカインは鎮痛効果に関係しないこと、アルコール味を嫌がる人もいることから、モルヒネの単独水溶液が使用されるようになっている。
処方例1
- 塩酸モルヒネ 20ミリグラム
- 単シロップ またはブドウ酒を10ミリリットル
- 精製水 適量

全量60ミリリットル。ブドウ酒は、矯味矯臭または防腐目的である。また、単シロップは苦みを抑えるために配合する。
処方例2 （福岡大学）
- 塩酸モルヒネ 10ミリグラム
- 単シロップ 2ミリリットル
- 赤ワイン 1ミリリットル

以上に水を加えて10ミリリットルとする。これを6時間ごとに服用。ただし、この処方では1週間ほどたつと細菌により濁りが出るため、98パーセントエタノールを20ミリリットルにつき1.5ミリリットルの割合で添加する必要がある。こうすると3週間は変化せずにそのままもつ。

### 服用方法
塩酸モルヒネ水溶液は速効性があり、基本的に4時間ごとで5回の服用（6時、10時、14時、18時、22時で、22時には二倍量を服用）だが、1日4回（起床時、昼、夕方、就寝時）でもほとんどの場合は痛みを抑えることが可能である。患者の好みによって、レモンやワインなどで味つけもできるし、味付けをせずに、塩酸モルヒネ服用後に好きな味の飲み物を飲むこともできる。投与量はあくまで痛みの度合いに沿った分量であり、かつて決められていた1日当たり60ミリグラムという極量にこだわる必要はない。痛みがひどい場合には、1回分またはその半量を臨時で服用する。15分たてば効果が現れ、30分の間隔を置けば次の分を臨時使用することも可能である。また、1日の回数を決めてしまうとその回数に縛られがちになるため、1日何回でも使用が可能であることを指示する必要がある。もっとも、あまりに回数が多い場合は、モルヒネそのものの1日当たりの量が不足していないか、あるいはモルヒネの効きにくい痛みではないかということも考えられるので、患者の様子を見ながら、モルヒネを増量するなり、薬剤変更の検討なりがなされなければならない。

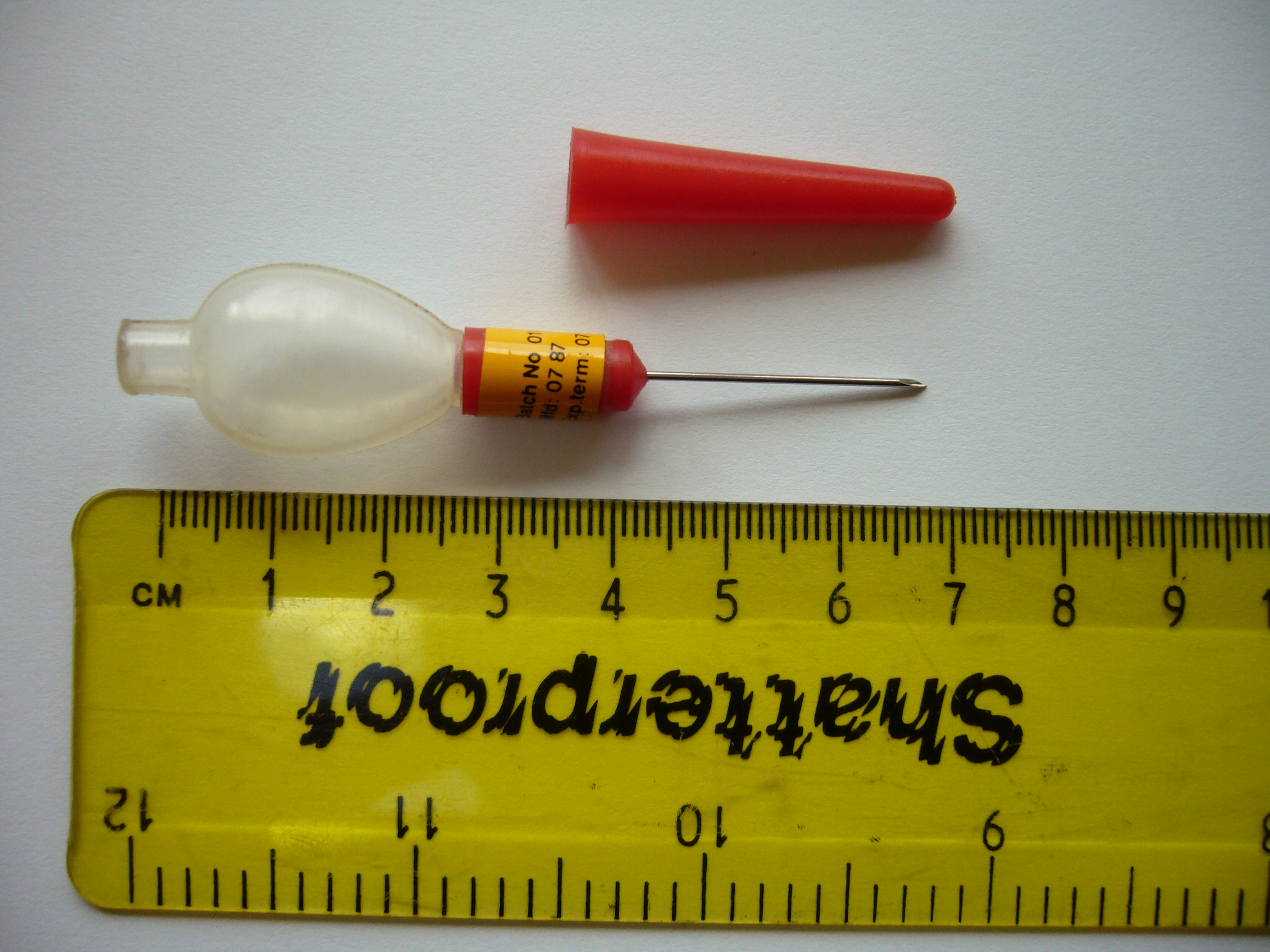
モルヒネ用の注射器

WHOでは鎮痛剤の経口投与を勧めている。モルヒネの血中濃度は
1. 疼痛域(副作用はないが、痛みがある)
2. 至適濃度(痛みがなく、副作用もない)
3. 中毒域(痛みはないが、副作用が現れる)

の3つに分けられるが、注射でのモルヒネ投与の場合は、1度に投与する分量が多いため、至適濃度を突き抜けて中毒域にまで達していた。そのため副作用がかなり強く、その後血中濃度が下がると痛みがぶり返し、また注射、そしてまた副作用という悪循環だった。　経口での投与の場合は、コンスタントに服用することによって、モルヒネを至適濃度内に長時間保つことができる。この状態を保つのに最適な投与の間隔は4時間ごと、1日6回服用で、これが今のがんの痛みの緩和治療の基礎になっているが、実際はモルヒネの水溶液の場合でも、起床時、昼、夕方、寝る前の4回で十分であるし、硫酸モルヒネ徐放錠（MSコンチン錠）ならば、1日2回から3回の服用でも大丈夫な場合もある。副作用としては、便秘、吐き気・嘔吐、眠気、混乱、呼吸抑制、尿閉、かゆみ、口が渇くなどの症状がある。こういった副作用の克服のために、それぞれの症状に応じた薬での対応が求められる。また、モルヒネを服用することによって耐性がつき、増量しなければならないのではという声や、依存性を心配する声もある。前者の場合は、耐性がつくというよりは、むしろ痛みが強くなったために増量が行われると考えるべきである。また依存性は精神的なものと身体的なものの2種類があるが、前者は医師の処方のもと正しく服用すれば、モルヒネに依存してしまうことはない。後者は、理由があってモルヒネを経口で服用できなくなった場合など、薬を中断した時に起こるが、皮下注入などで継続するという方法がある。
皮下注射や静脈注射でも、継続して投与していけば、適度な血中濃度を保つことが可能で、経口投与以上に血中濃度が平均したものになる。しかし、口からの服用が可能な場合には、経口投与が一番簡単であるため、推奨されている。

## その他の鎮痛剤

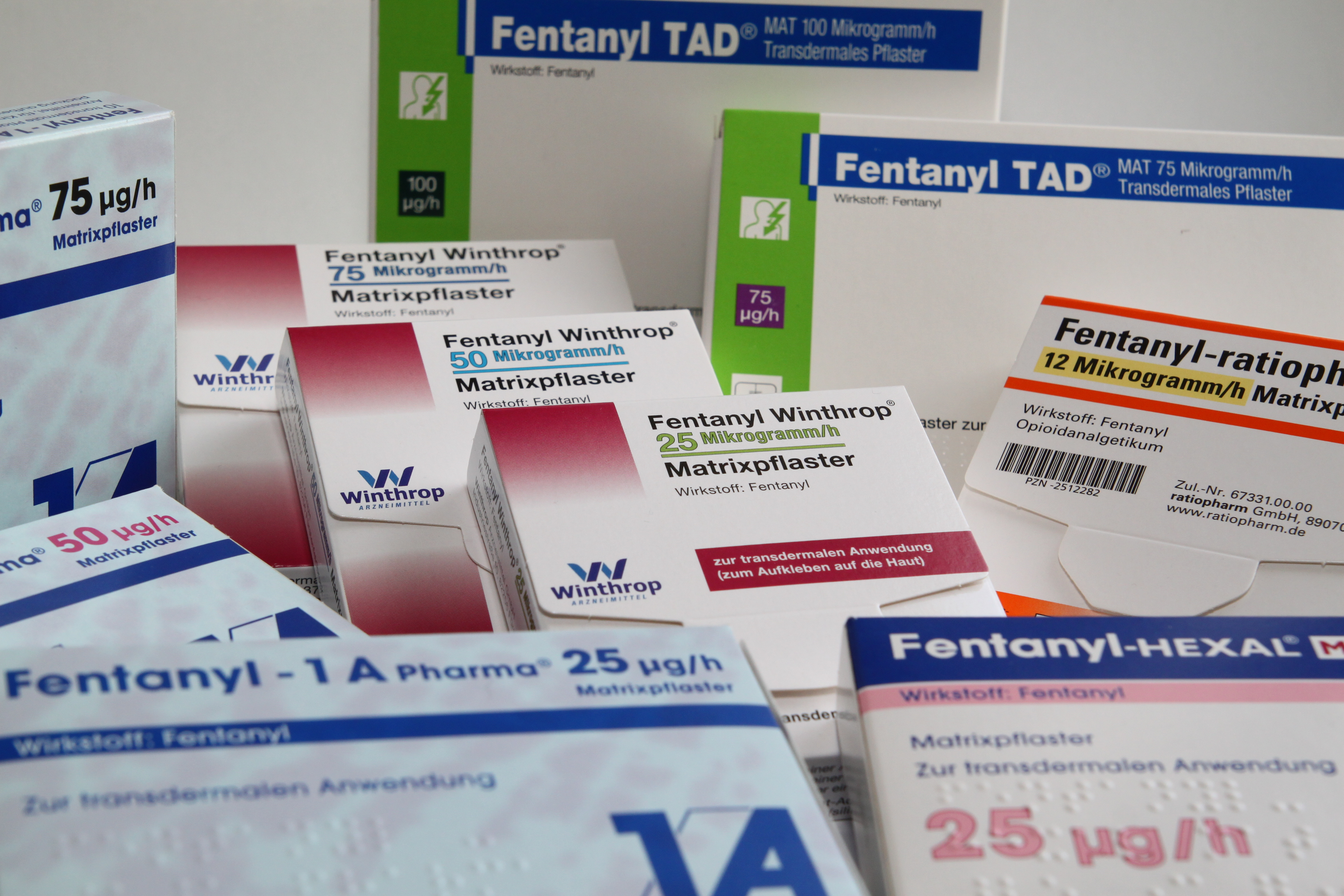
フェンタニルの経皮吸収剤

1979年のメルザックの発表以来、ブロンプトン・カクテルの使用は減少し、その後1989年にモルヒネ徐放錠（MSコンチン錠）が発売されて以来、様々な形の製剤が登場した。こういった鎮痛剤は、患者によって吸収や代謝、排泄などの状況が異なるので、それを見極めたうえで、病態に沿った製剤と投与方法で選ぶことが大事である。WHO方式がん疼痛治療法ではモルヒネやオキシコドン、フェンタニルを用い、必要に応じて、NSAIDsや鎮痛補助薬を併用し、経口投与が推奨されている。また、神経障害性の痛みはモルヒネのようなオピオイド系の医療が効きにくいとされていたが、一部はオピオイドが功を奏する例があり、コデイン（散剤、錠剤）やモルヒネ（水剤、錠剤、静注薬）が用いられることもある。またモルヒネ徐放製剤、オキシコドン（速放製剤、徐放製剤）、フェンタニルパッチ（経皮吸収剤）も神経障害性疼痛に有効なことがある。フェンタニルは、副作用が少ないので使いやすいというメリットがある。他に座薬も出ている。
水溶液を作る場合は塩酸モルヒネ末がある。これはシロップにとかして使う。持続は4時間で、効き始めるまでに15分くらい、最高血中濃度まで30分くらいかかる。他にレペタンの注射薬はシロップと混ぜても経口投与できる。レペタンはがん性の痛みを抑える以外にも使用が許可されている。ただしレペタンはモルヒネの作用を阻害するため、モルヒネ製剤と同時には使えない。こういった、モルヒネの働きを邪魔するようなオピオイド系薬品は拮抗性鎮痛薬と呼ばれる。